# Urzędów
Urzędów – miasto w województwie lubelskim, w powiecie kraśnickim, siedziba gminy miejsko-wiejskiej Urzędów. 
Według danych GUS z 31 grudnia 2019 r. Urzędów liczył 1694 mieszkańców.

## Położenie
W XIV w. osada handlowa, położona na szlaku prowadzącym z Krakowa do Wilna, należała do jednostki administracyjnej, której centrum był Sandomierz. Wraz z ustanowieniem w 1474 roku województwa lubelskiego Urzędów stał się ważną częścią ziemi lubelskiej. Był miastem królewskim Korony Królestwa Polskiego,
Urzędów leży w kotlinie, jaką we Wzniesieniach Urzędowskich wyżłobiła Urzędówka. Najwyższy punkt w pobliżu Urzędowa osiąga wysokość 258 metrów w Leszczynie. Najniższy w Bęczynie 176 metrów nad poziomem morza. Obrzeża kotliny są łagodnie sfalowane z wyjątkiem niektórych zboczy nad Urzędówką oraz jarów, wyżłobionych przez wiosenne wody. Urzędówka jest stosunkowo wąskim ciekiem, wypływającym spod Wilkołaza dość szeroką kotliną. Jeszcze w XVIII wieku tworzyła znaczne rozlewiska, które broniły miasta z trzech stron, a nazywane były jeziorem. Istniał nawet w dawnym Urzędowie cech rybacki.
Rzeka była stale zasilana w wodę z licznych źródeł spotykanych wzdłuż jej brzegów. Nawet zimą spotyka się niezamarzające źródełka. Rzeka wpada do Wyżnicy, a z nią do Wisły. Urzędów rozciąga się na długości 8 km wzdłuż rzeki, a składa się z samej osady oraz przedmieść – na prawym brzegu Gór, Rankowskiego, Mikuszewskiego i Bęczyna, a na lewym brzegu Zakościelnego i ulicy Wodnej, dawniej Przedmieścia Krakowskiego. Siedem dróg łączy Urzędów z Kraśnikiem i Opolem Lubelskim (DW 833), Józefowem nad Wisłą, Wilkołazem i Dzierzkowicami, przez które przebiegał dawniejszy trakt z Krakowa do Lublina, skąd na Litwę i Ruś.

## Historia

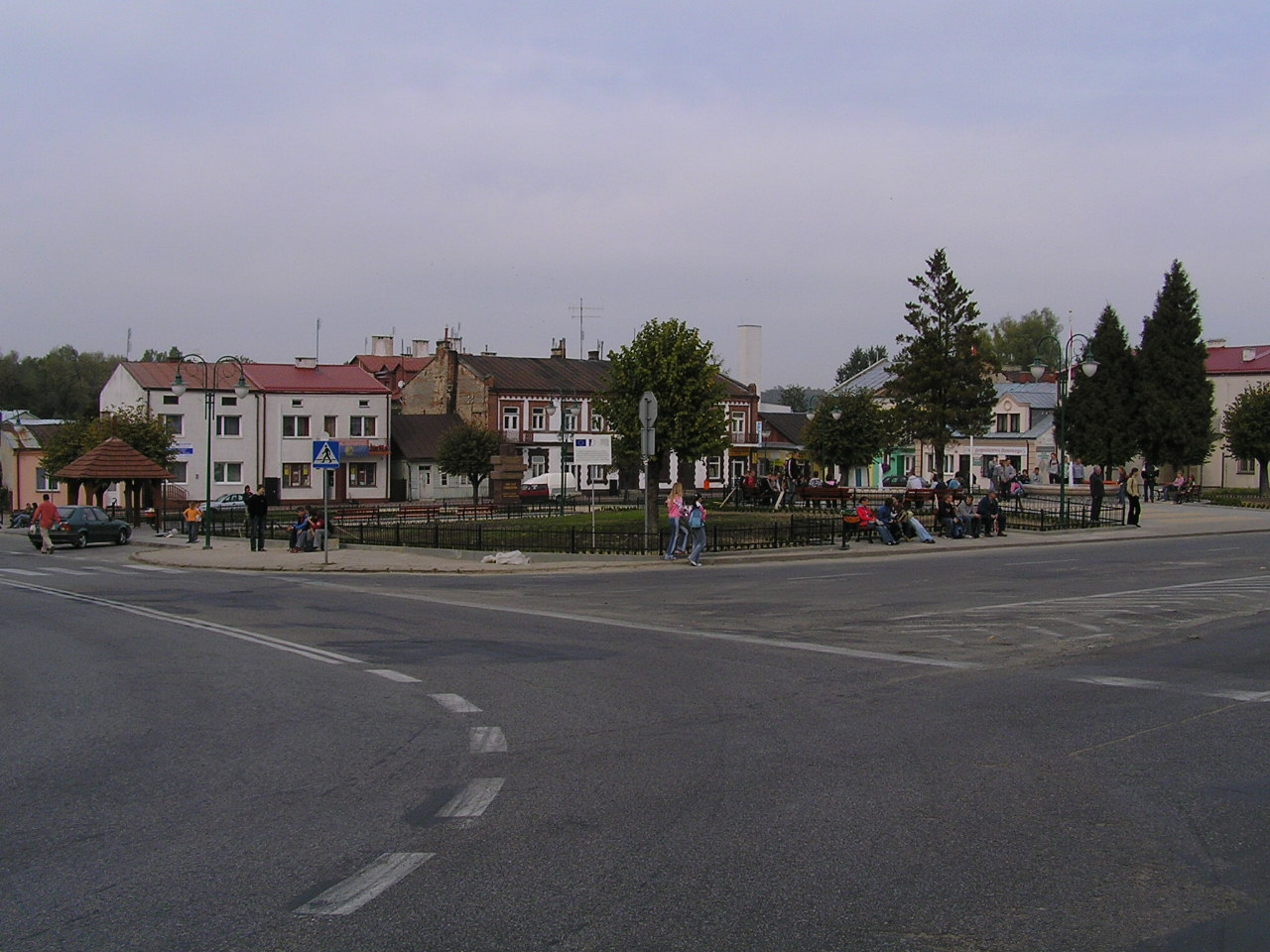
Rynek

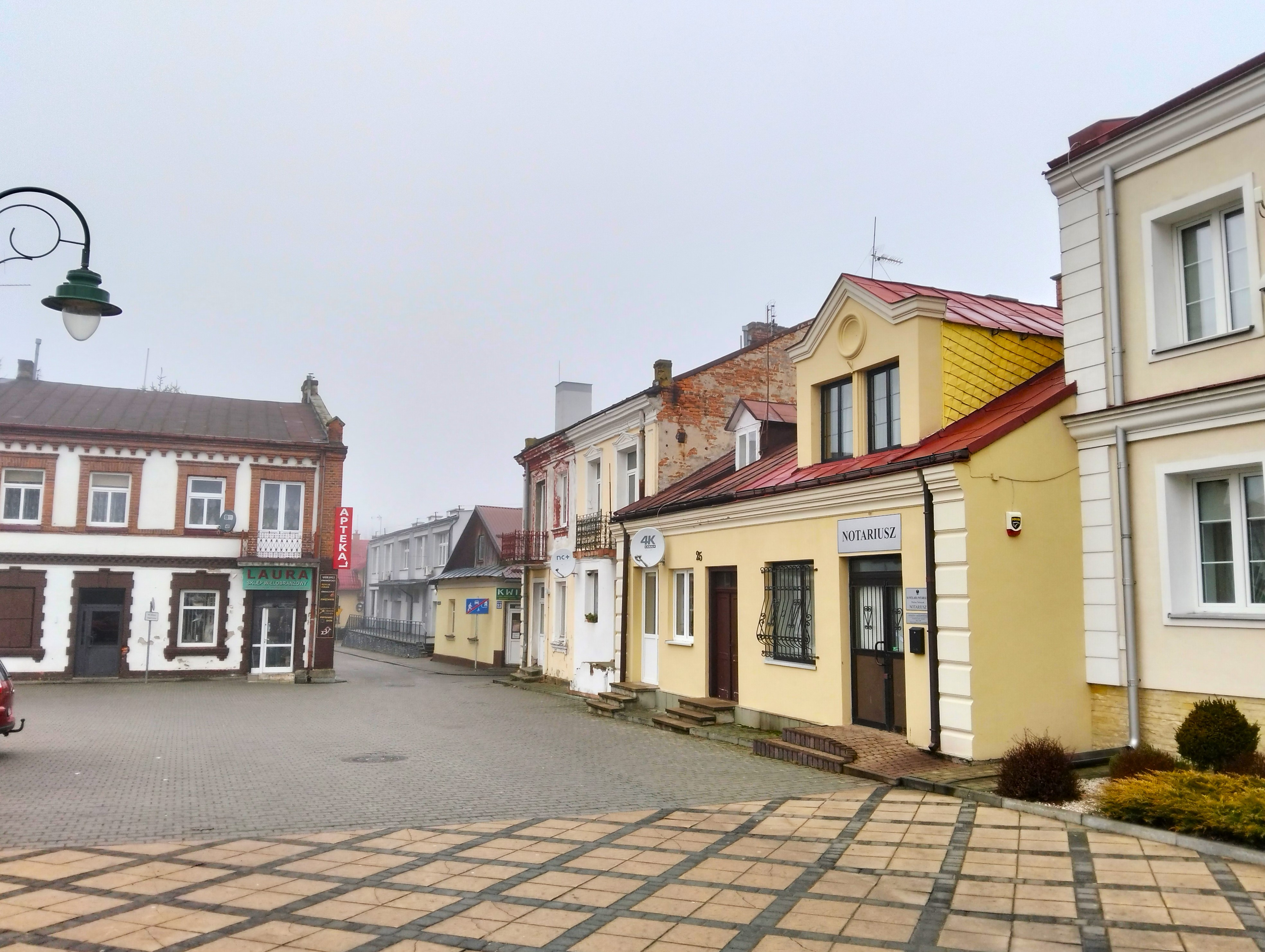
Fragment zabudowy rynkowej

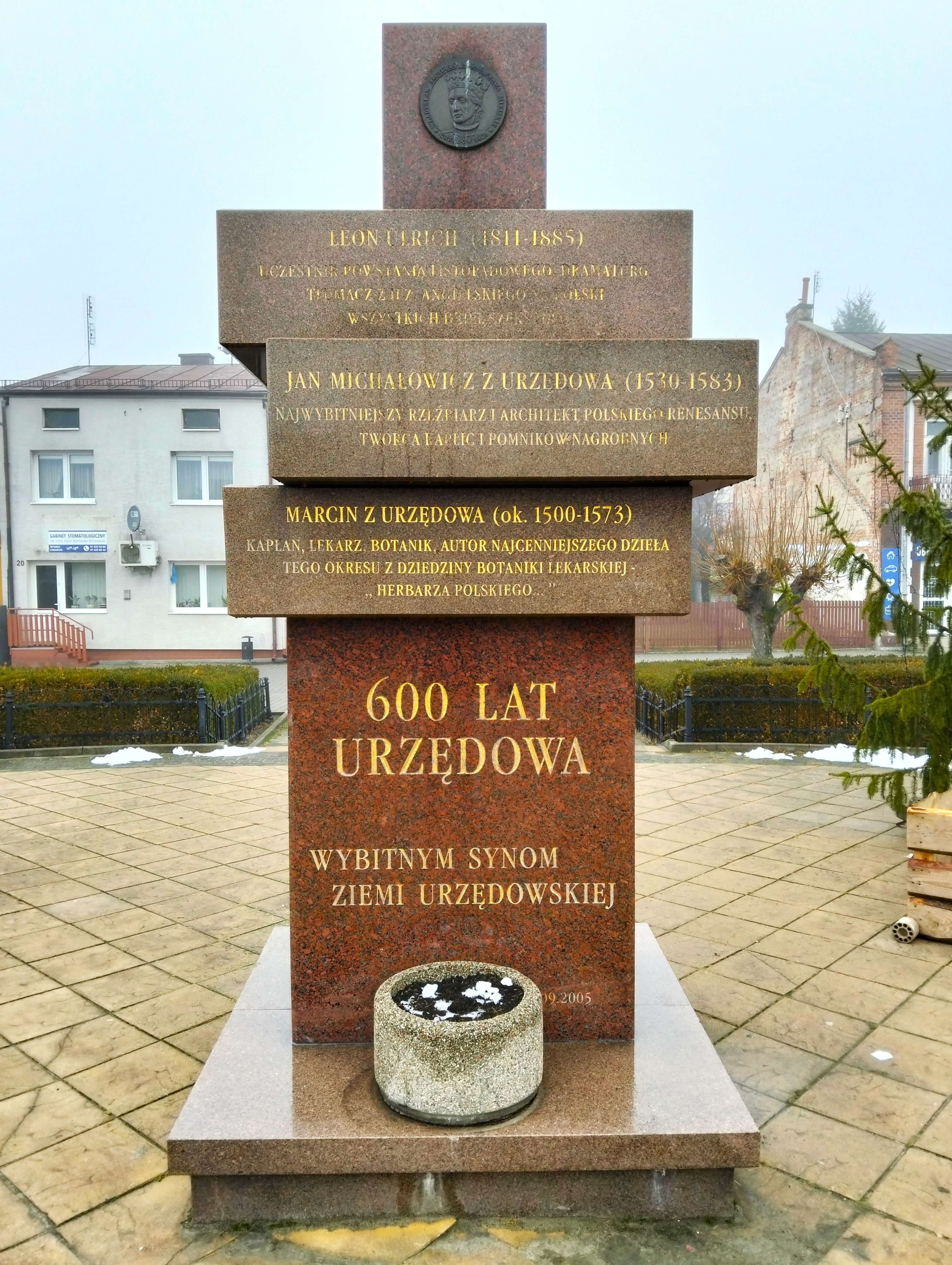
Pomnik "Wybitnym Synom Ziemi Urzędowskiej": Jana Michałowicza z Urzędowa, Marcina z Urzędowa i Leona Ulricha

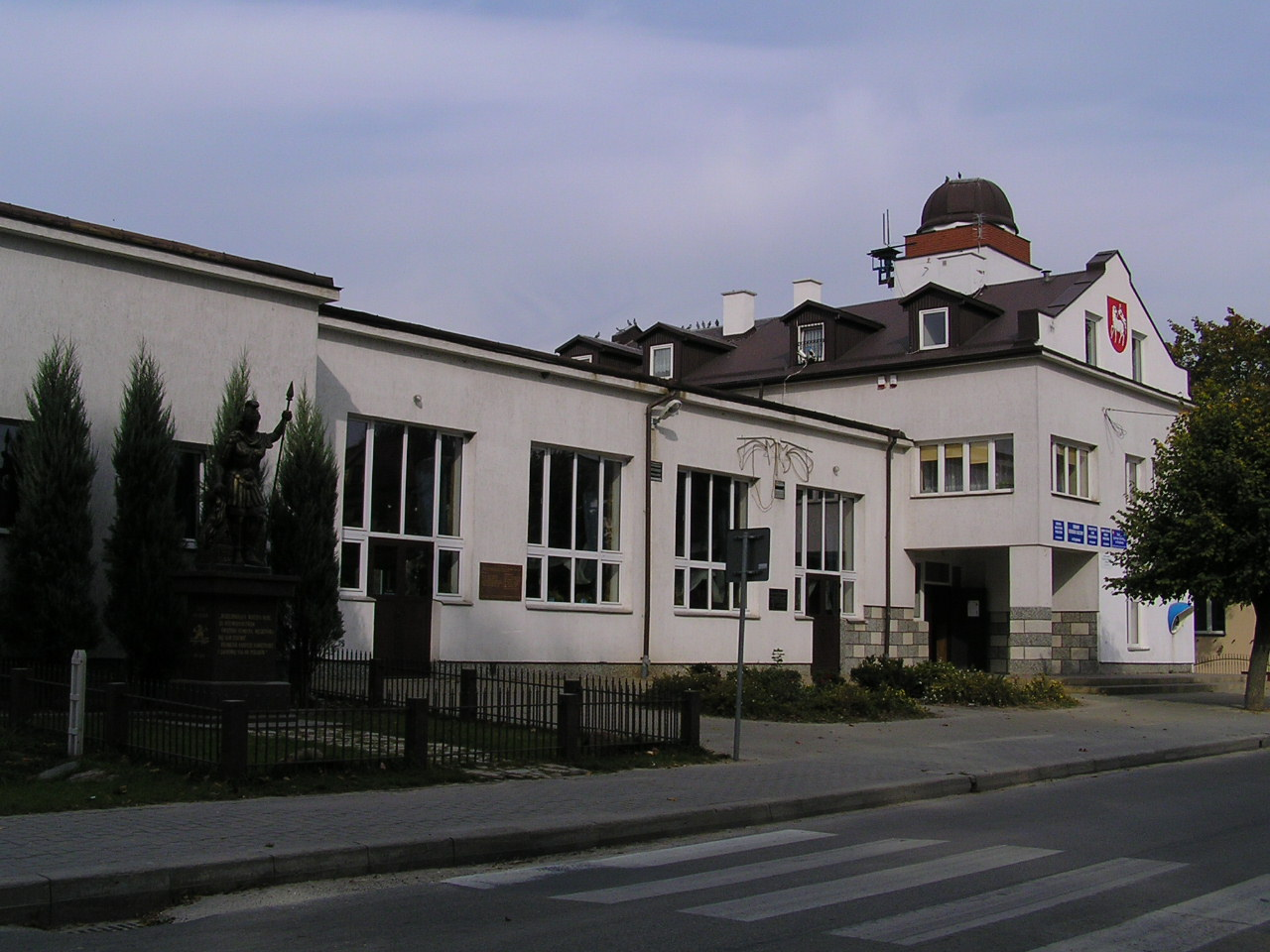
Gminny Ośrodek Kultury

Pierwsze historyczne doniesienia o miejscowości datowane są na rok 1405, kiedy to na bazie dawnej osady targowej został ulokowany Urzędów przez króla Władysława Jagiełłę na prawie magdeburskim, wiadomo jednak, że jako osada Urzędów istniał już pod koniec XIV wieku. Ruchliwy szlak handlowy łączący stolicę Polski – Kraków z Litwą i Rusią, przy którym leżał Urzędów, sprzyjał rozwojowi miasta. W 1425 roku powołana zostaje parafia, a wraz z ustanowieniem w 1474 roku województwa lubelskiego Urzędów staje się siedzibą władz rozległego powiatu, w którego granicach znajdowało się 35 parafii. Odbywały się tu sejmiki ziemi lubelskiej, działał sąd ziemski i prawdopodobnie przez pewien okres (w XV w.) również sąd grodzki.
W 1548 roku wójtostwo urzędowskie otrzymał Mikołaj Rej.
Lata 1550–1625 to okres rozwoju miasta Urzędowa. W tym okresie kształciło się 63 studentów w Akademii Krakowskiej. W XVI i XVII wieku Urzędów miał prawo wyboru 2 posłów do sejmu w Warszawie. W 1648 r. miasto zostało zrabowane i zniszczone przez kozaków Chmielnickiego. Mieszkańcy zostali zdziesiątkowani przez toczące się wojny i towarzyszące im epidemie. W 1657 roku, Urzędów zostaje zajęty przez wojska szwedzkie Karola Gustawa i węgierskie Rakoczego. Miasto zostaje do reszty złupione, spaliły się kościoły św. Ducha i św. Elżbiety. W XVIII wieku Urzędów zaliczany był do grona mniejszych miast królewskich o charakterze rolniczym. Wraz z upadkiem Rzeczypospolitej przestał istnieć także powiat urzędowski, a 13 stycznia 1870 r. pozbawiono Urzędów praw miejskich.
Podczas okupacji hitlerowskiej, w marcu lub maju 1941 roku Niemcy utworzyli getto dla żydowskich mieszkańców. Przebywało w nim około 600 Żydów. W październiku 1942 roku zostali wywiezieni do getta w Budzyniu i getta w Kraśniku, skąd trafili do obozu zagłady w Bełżcu. 
W dniu 28 lipca 1944 do miasta wkroczyły oddziały Armii Czerwonej.
W latach 1954–1954 wieś należała i była siedzibą władz gromady Urzędów. W latach 1975–1998 miejscowość położona była w ówczesnym województwie lubelskim.
1 stycznia 2016 roku Urzędów odzyskał status miasta; w jego granice włączono wieś Zakościelne, po czym ludność Urzędowa zwiększyła się ze 1107 do 1690 mieszkańców.

## Oświata
Placówki oświatowe:
- Publiczne Przedszkole w Urzędowie, ul. Wodna 34
- Szkoła Podstawowa w Urzędowie, ul. Wodna 24
- Zespół Szkół Ogólnokształcących im. Władysława Jagiełły, ul. Wodna 24
- Zespół Szkół Centrum Kształcenia Zawodowego i Ustawicznego im. Orląt Lwowskich, ul. Wodna 34

## Obiekty turystyczne
- Sanktuarium św. Otylii
- Wały urzędowskie
- Synagoga w Urzędowie
- Cmentarz żydowski
- Kościół parafialny
- Ośrodek garncarski
- Obserwatorium astronomiczne

## Sport
- Klub piłki nożnej GKS „Orzeł” Urzędów

## Miasta partnerskie
Miasta partnerskie z którymi współpracuje Urzędów:
| Miasto      | Państwo |
| ----------- | ------- |
| Nádudvar    | Węgry   |
| Wyżwa Stara | Ukraina |